# 仙台鍋まつり

宮城県 地域区分図
■橙：広域仙台都市圏

仙臺鍋まつり（せんだいなべまつり）は、かつて宮城県仙台市青葉区の勾当台公園で2016年まで毎秋開催されていた祭である。

## 概要
広域仙台都市圏を管轄する宮城県庁の仙台地方振興事務所・地方振興部が主催し、地域食材のPRと消費拡大等を目的に、同圏内の市町村がそれぞれの特産品を使った名物鍋を提供するイベント。提供される鍋は、1杯100円もしくは200円。2015年より、250円・300円の鍋も提供される。毎秋平日の昼に2日間の日程で行われる。
2007年（平成19年）に仙台・宮城デスティネーションキャンペーンのプレイベント（プレ仙台・宮城DC）として開催されたのが始まりである。以後毎年継続して開催されており、秋のイベントとして認知されつつある。
2013年（平成25年）より、1番人気の鍋を決める「仙臺鍋グランプリ」を実施。2016年を最後に開催されていない。

## これまでの出店市町村一覧
| 市町村   | 2007年           | 2008年           | 2009年           | 2010年           | 2011年         | 2012年           | 2013年           | 2014年           | 2015年           | 2016年           |
| -------- | ---------------- | ---------------- | ---------------- | ---------------- | -------------- | ---------------- | ---------------- | ---------------- | ---------------- | ---------------- |
| 仙台市   | 仙台芋煮         | 仙台芋煮         | 仙台芋煮         | 仙台芋煮         | 仙台芋煮       | 仙台芋煮         | 仙台芋煮         | 仙台芋煮         | 仙台芋煮         | 仙台芋煮         |
| 塩竈市   | 塩釜汁           | 塩釜汁           | 塩釜汁           | 塩釜汁           | 塩釜汁         | 塩釜汁           | 塩釜汁           | 塩釜汁           | 塩釜汁           | 塩釜汁           |
| 多賀城市 | 多賀城やかもち鍋 | 多賀城やかもち鍋 | 多賀城やかもち鍋 | 多賀城やかもち鍋 | × 不参加       | 多賀城やかもち鍋 | 多賀城やかもち鍋 | 多賀城やかもち鍋 | 多賀城やかもち鍋 | 多賀城やかもち鍋 |
| 名取市   | × 不参加         | × 不参加         | あんこう鍋       | あんこう鍋       | あんこう鍋     | あんこう鍋       | あんこう鍋       | せり鍋           | せり鍋           | せり鍋           |
| 岩沼市   | × 不参加         | × 不参加         | × 不参加         | × 不参加         | × 不参加       | もつ煮込み       | はっと鍋         | ホルモン鍋       | とんちゃん鍋     | カレー豆乳鍋     |
| 松島町   | かき鍋           | かき鍋           | かき鍋           | かき鍋           | かき鍋         | かき鍋           | かき鍋           | かき鍋           | かき鍋           | かき鍋           |
| 七ヶ浜町 | ボッケ鍋         | ボッケ鍋         | ボッケ鍋         | ボッケ鍋         | ボッケ鍋       | ボッケ鍋         | ボッケ鍋         | ボッケ鍋         | ボッケ鍋         | ボッケ鍋         |
| 利府町   | カキ鍋           | カキ鍋           | カキ鍋           | カキ鍋           | カキ鍋         | カキ鍋           | カキ鍋           | カキ鍋           | カキ鍋           | カキ鍋           |
| 大和町   | 舞茸汁           | 舞茸汁           | 舞茸汁           | 舞茸汁           | 舞茸汁         | 舞茸汁           | 舞茸汁           | 舞茸汁           | 舞茸鹿狩り鍋     | 舞茸鹿狩り鍋     |
| 大郷町   | ひっつみ鍋       | 米粉すいとん汁   | 米粉すいとん汁   | 米粉すいとん汁   | 米粉すいとん汁 | 米粉すいとん汁   | しんこ餅鍋       | しんこ餅鍋       | 塩こうじ鍋       | 塩こうじ鍋       |
| 富谷町   | 十三夜吟醸鍋     | 十三夜吟醸鍋     | 十三夜吟醸鍋     | 十三夜吟醸鍋     | 十三夜吟醸鍋   | 十三夜吟醸鍋     | 十三夜吟醸鍋     | 十三夜吟醸鍋     | 十三夜吟醸鍋     | 十三夜吟醸鍋     |
| 亘理町   | × 不参加         | × 不参加         | 鮭のアラ汁       | 鮭のアラ汁       | 鮭のアラ汁     | 鮭のアラ汁       | 鮭のアラ汁       | こくず           | 鮭のあら汁       | 鮭のあら汁       |
| 山元町   | × 不参加         | × 不参加         | × 不参加         | 秋鮭のつみれ汁   | × 不参加       | × 不参加         | （こんにゃく）   | （こんにゃく）   | ほっき潮汁       | 肉巻りんご鍋     |
| 美里町   | × 不参加         | × 不参加         | × 不参加         | × 不参加         | すっぽこ鍋     | × 不参加         | × 不参加         | × 不参加         | × 不参加         | × 不参加         |
| 大衡村   | キムチ鍋         | キムチ鍋         | キムチ鍋         | キムチ鍋         | キムチ鍋       | キムチ鍋         | キムチ鍋         | キムチ鍋         | キムチ鍋         | キムチ鍋         |

- 2011年は、県内市町村のほか明成高校も出店した[6]。

## 仙臺鍋グランプリ
|              | 2013年                 | 2014年                 | 2015年                 | 2016年                 |
| ------------ | ---------------------- | ---------------------- | ---------------------- | ---------------------- |
| グランプリ   | はっと鍋（岩沼市）     | せり鍋（名取市）       | せり鍋（名取市）       | ボッケ鍋（七ヶ浜町）   |
| 準グランプリ | かき鍋（松島町）       | 十三夜吟醸鍋（富谷町） | 十三夜吟醸鍋（富谷町） | せり鍋（名取市）       |
| 準グランプリ | 十三夜吟醸鍋（富谷町） | ボッケ鍋（七ヶ浜町）   | 舞茸鹿狩り鍋（大和町） | 舞茸鹿狩り鍋（大和町） |